# موگ (آهنگساز)
لی سونگ-هیون (کره‌ای: 이성현؛ زادهٔ ۱۹۷۱)، همچنین با نام موگ (انگلیسی: Mowg) نیز شناخته می‌شود، نوازنده گیتار بیس و آهنگساز بیشتر موسیقی‌های فیلم است. موگ برنده چندین جایزه برای کارش در فیلم‌های مختلفی همچون من شیطان را دیدم (۲۰۱۰)، مبدل‌پوش (۲۰۱۲)، عصر سایه‌ها (۲۰۱۶) و سوزاندن (۲۰۱۸) شده‌است. او برای خود نام موگ را انتخاب کرده‌است زیرا ظاهرش شبیه موگلی در کتاب جنگل است.